# São Domingos Futebol Clube (Niterói)
São Domingos Futebol Clube é uma agremiação esportiva de Niterói.

## História
O clube disputou o Campeonato Niteroiense de Futebol de 1972 e 1973.[carece de fontes?] Foi no clube que Gérson Canhotinha de Ouro deu seus primeiros passos antes de ir para o Canto do Rio.

## Estatísticas

### Participações
| Competição                        | Temporadas | Melhor campanha           | Estreia | Última | P | R |
| --------------------------------- | ---------- | ------------------------- | ------- | ------ | - | - |
| Campeonato Niteroiense de Futebol | 2          | Desconhecido (Duas vezes) | 1972    | 1973   | – | – |